# 铅化合物

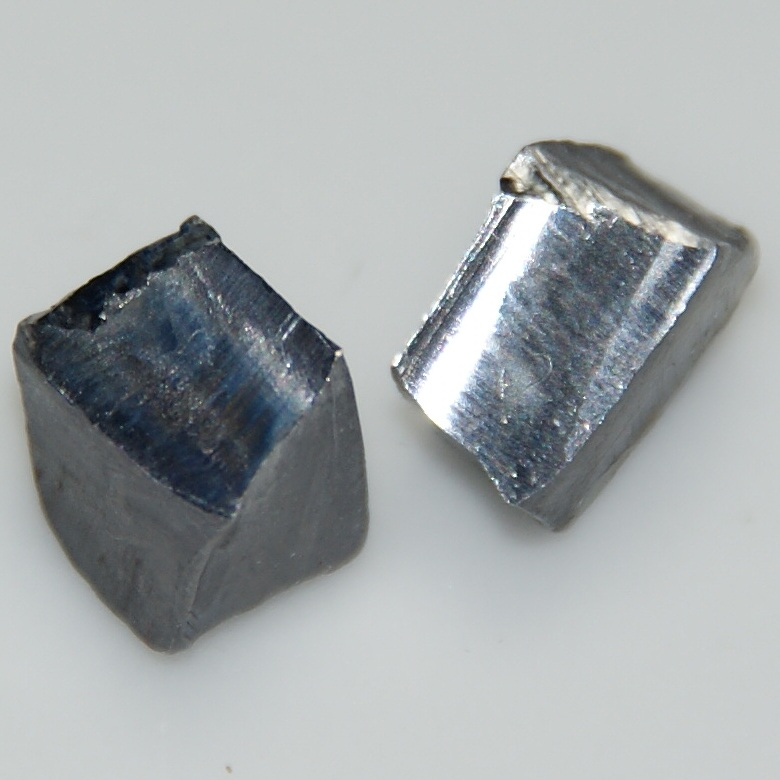
表面氧化的铅（左）和光亮的铅（右）。

铅化合物是含铅元素的化合物，在这些化合物中，铅主要呈现+2和+4价，其中+2价更稳定。无机的四价铅化合物是强氧化剂。铅的含氧酸盐大都是无色或白色的，低价氧化物和碘化物有着鲜艳的颜色，二氧化铅和硫化铅都是黑色的固体。

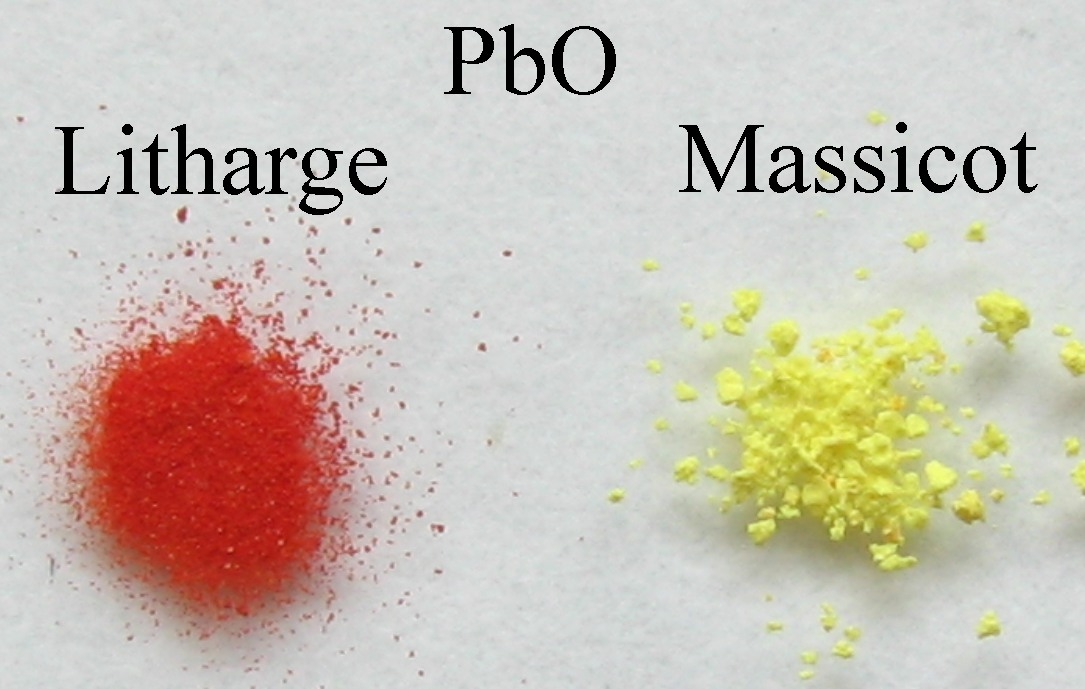
红色的α-PbO（左）和黄色的β-PbO（右）。

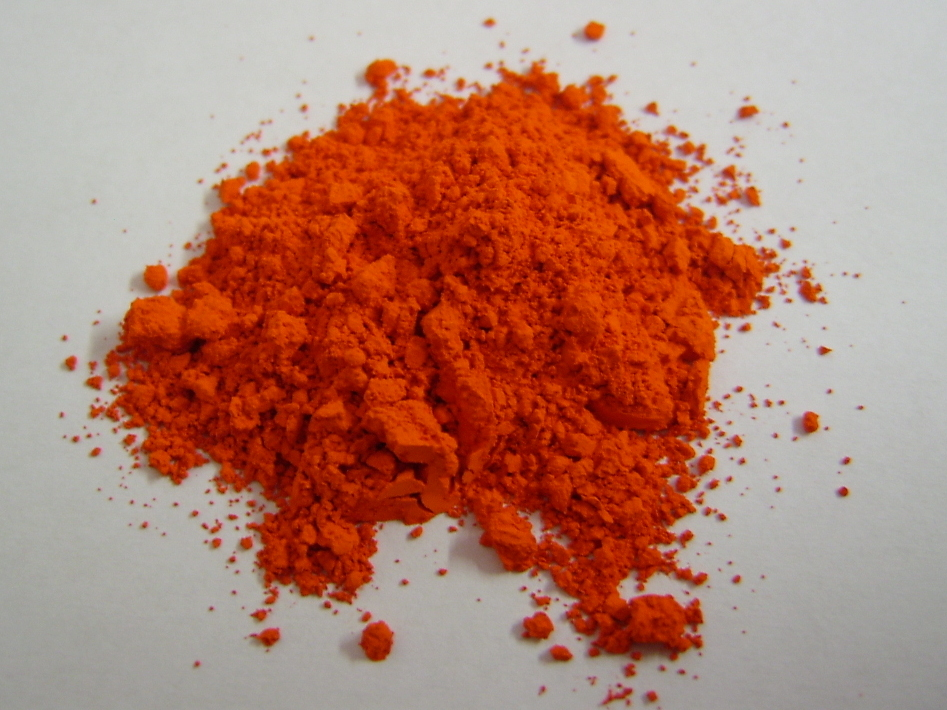
混合价态氧化物Pb_{3}O_{4}。

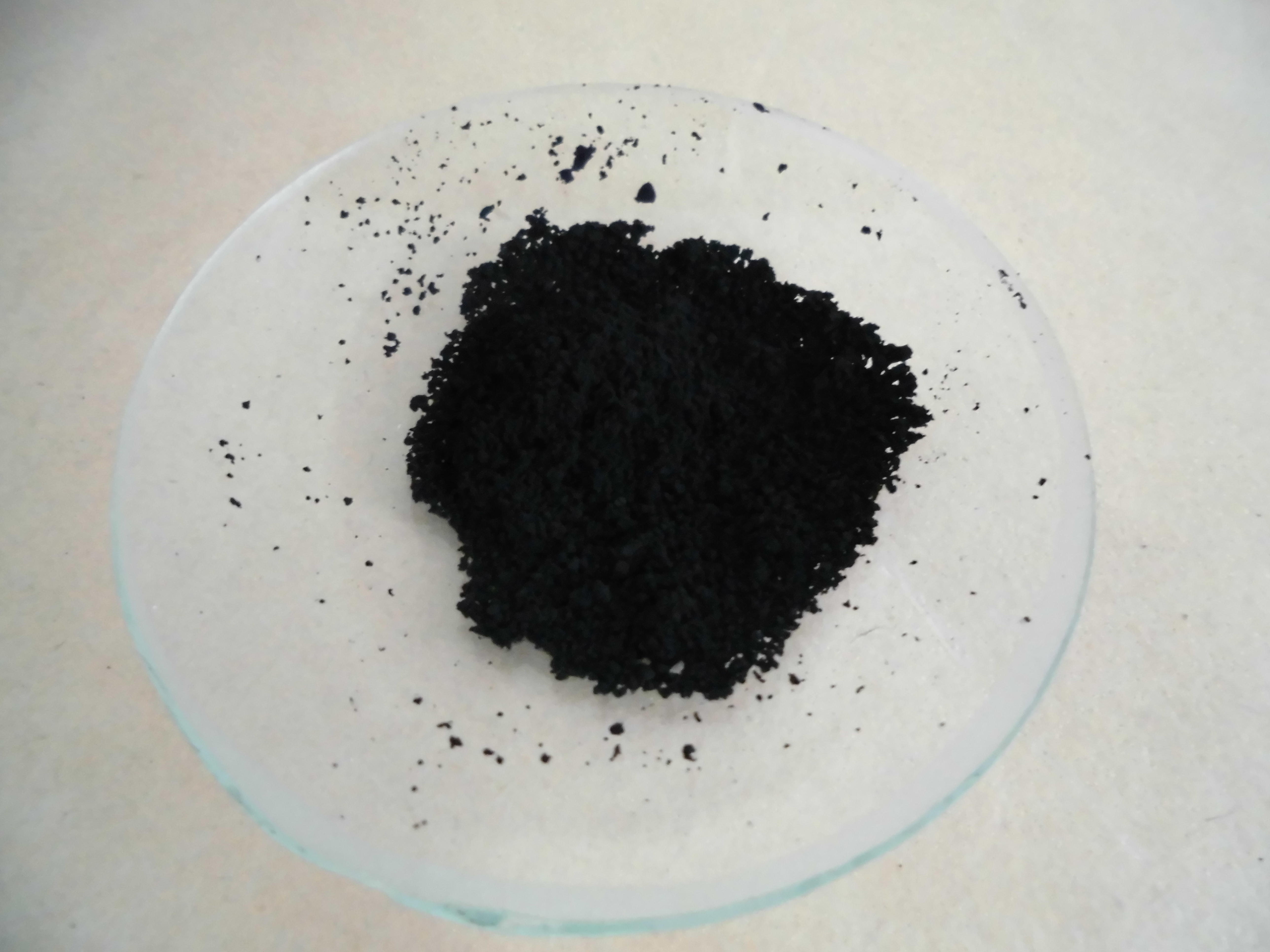
黑色的PbO_{2}，具有强氧化性。

## 铅化合物的化学性质
多种铅化合物能够很容易地被还原为单质。如一氧化铅（PbO）在加热的时候可以被温和的有机还原剂（如葡萄糖）还原。一氧化铅和硫化铅共热，也能得到金属铅。
2 PbO + PbS → 3 Pb + SO2
金属铅暴露于空气中，表面会形成一层致密的薄膜（含氧化铅和碱式碳酸铅）以阻止向金属内部的进一步氧化反应。铅在硫酸和盐酸中较为稳定，但是能溶于硝酸，形成硝酸铅并放出一氧化氮：
3 Pb + 8 H+ + 8 NO−
3 → 3 Pb2+ + 6 NO−
3 + 2 NO + 4 H2O
铅和碱金属硝酸盐共热，可以产生一氧化铅（俗称密陀僧），硝酸盐则被还原为亚硝酸盐。一氧化铅可溶于硝酸和乙酸，形成的溶液能够沉淀出微溶或难溶于水卤化物、硫化物、硫酸盐、碳酸盐和铬酸盐。在卤化物中，碘化物的溶解性比溴化物小，溴化物的溶解性比氯化物小。
Pb+NaNO3–>PbO+NaNO2
氧化铅溶解在碱金属氢氧化物溶液中，形成亚铅酸盐。亚铅酸盐和氯气反应，可以得到二氧化铅，其中铅为+4价：
PbO + 2 OH− + H2O → Pb(OH)2−
4
Pb(OH)2−
4 + Cl2 → PbO2 + 2 Cl− + 2 H2O
二氧化铅是+4价铅化合物的一个代表，它是一种强氧化剂。而+4价铅的氯化物PbCl4则很不稳定，容易分解为PbCl2并放出氯气。+4价铅的溴化物和碘化物仍属未知。二氧化铅溶解在碱金属氢氧化物溶液中，形成相应的铅酸盐。
PbO2 + 2 OH− + 2 H2O → Pb(OH)2−
6
铅的另一种氧化物四氧化三铅（Pb3O4）是混合价态氧化物，同时含有+2和+4价铅。
1：1的铅钠合金可以和卤代烃反应，产生有机铅化合物，如四乙基铅。

## 氧化物和硫化物

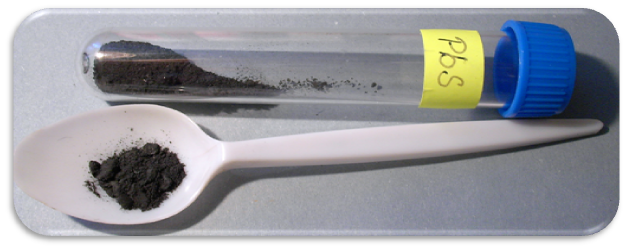
黑色的PbS，K_{sp}仅为9.04×10^{−29}。

铅有多种氧化物，其中PbO、Pb3O4和PbO2是最常见的三种氧化物。PbO有两种结构：α-PbO和β-PbO，这两种氧化铅都具有层状结构，铅原子都是四配位的。α-PbO是红色固体，Pb–O键长为230 pm；β-PbO是黄色固体，Pb–O的键长为221和249 pm（不对称的结构产生了两种键长）。由于两种结构的相似性，它们都能在标准状态下存在（其中β-PbO含有痕量（10−5）的杂质，如Si、Ge、Mo等）。PbO和酸反应形成盐，和碱反应生成[Pb(OH)3]−和[Pb(OH)4]2−。
二氧化铅可以由铅盐和卤素作用产生。α型属于三方晶系，β型属于四方晶系。两种形态均是棕褐色固体，含有无法失去的水，加热二氧化铅会使其分解为一氧化铅或四氧化三铅。二氧化铅是一种强氧化剂，可以氧化盐酸和硫酸，分别放出氯气和氧气。它和强碱反应，生成羟基铅(IV)酸盐，和碱性氧化物反应，生成铅(IV)酸盐。
铅和硫或硫化氢反应，生成硫化铅。硫化铅属于NaCl晶型，简单立方结构，因而有着高熔点（1114℃）。在空气中加热硫化铅，会得到一氧化铅和硫酸铅。硫化铅难溶于水、弱酸、硫化铵或多硫化铵溶液，这使得它在无机定性分析中和锡、砷、锑等元素分离。硫化铅可溶于硝酸和浓盐酸，分别生成硫和硫化氢。硫化铅和一氧化铅共热，可以得到金属铅：
2 PbO + PbS → 3 Pb + SO2↑
铅是ⅣA族中唯一能形成稳定的硫醇盐的元素，硫醇（R−SH）和铅(II)盐反应，可以生成黄色的硫醇铅沉淀。硫醇铅易被氧化：
(RS)2Pb + I2 → R2S2 + PbI2

## 卤化物

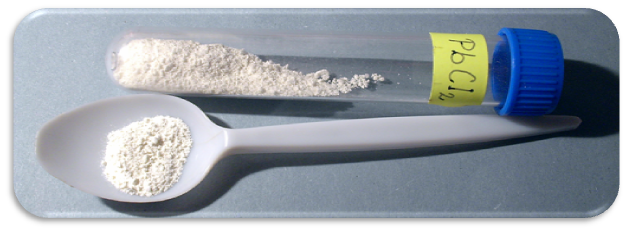
白色的PbCl_{2}固体。

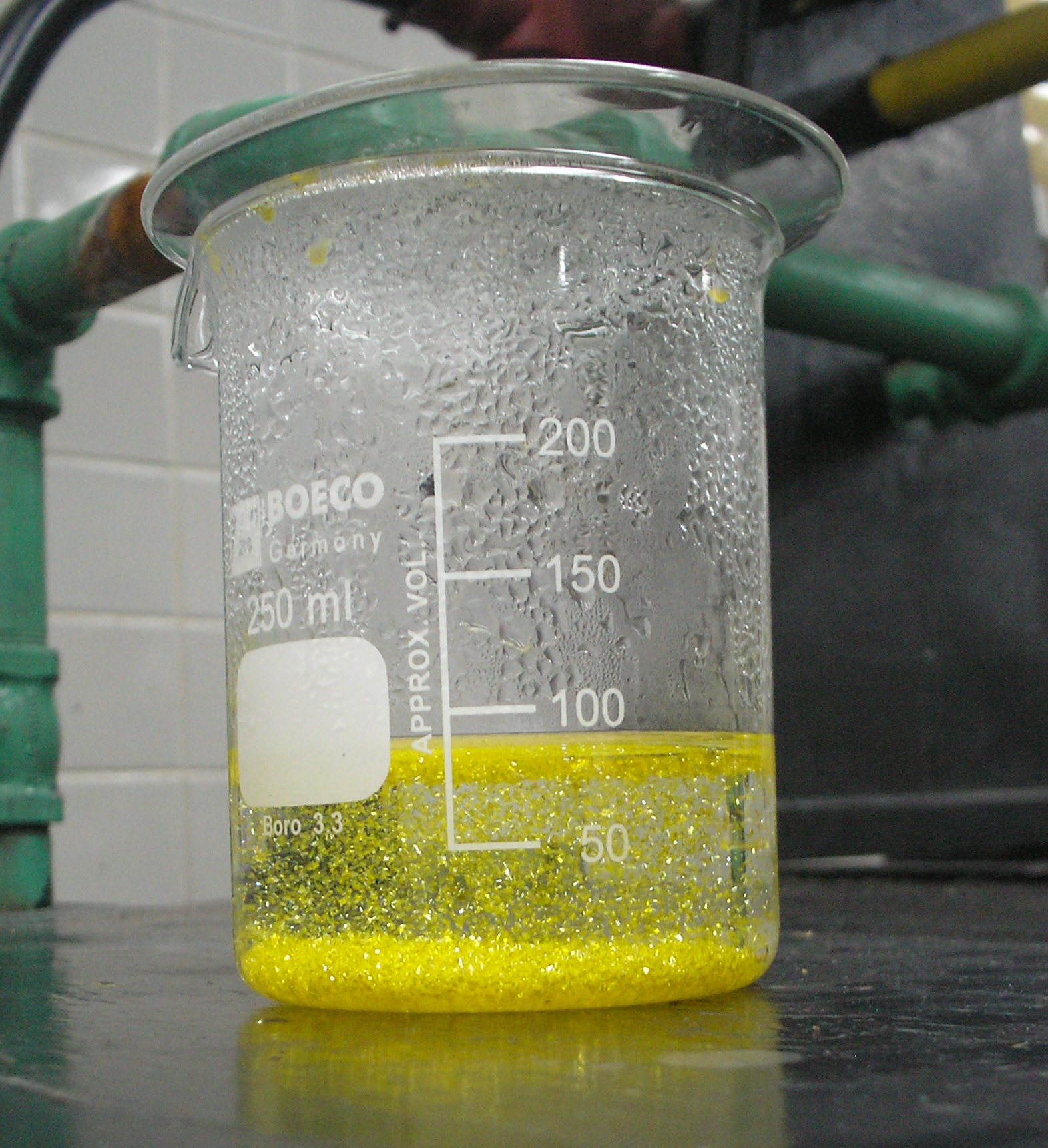
PbI_{2}是黄色的固体，在热水中的溶解度是冷水中的数倍，其热溶液冷却下来时，会析出美丽的黄色晶体，这便是著名的“黄金雨”实验。

在氟化氢中加热碳酸铅，可以得到氟氢化物，熔融时产生氟化铅。氟化铅是白色晶体，比碘化铅更易溶，但比氯化铅和溴化铅难溶。氟化铅不能形成氟配位的化合物（PbF+阳离子除外）。四氟化铅是黄色晶体粉末，不稳定。
其它二卤化物可以由铅(II)盐和其它金属的卤化物共热得到，沉淀法或单质化合法亦可。这些卤化物属于正交晶系，其溶解度随着温度的升高而变大，向溶液中加入卤化物会先降低其溶解度，之后由于形成配合物（最大配位数为6），溶解度再次增高。配合物的种类取决于离子浓度、卤化物中碱金属的原子序数、卤化物的种类、反应温度及离子强度等因素。四氯化铅可以由二氧化铅溶于浓盐酸得到，易分解。氢溴酸和氢碘酸与二氧化铅反应，只会得到二卤化物及氧化产生的卤素单质。二砹化铅也有报道。

### 氯配合物
铅可以形成一系列的氯配合物，25 °C时，它们的平衡常数如下：
Pb2+ + Cl− → PbCl+， K1 = 12.59
PbCl+ + Cl− → PbCl2， K2 = 14.45
PbCl2 + Cl− → PbCl3−， K3 = 3.98 ×10−1
PbCl3− + Cl− → PbCl42−， K4 = 8.92 × 10−2
甲胺盐酸盐和氯化铅反应，可以得到甲铵氯铅酸盐（[CH3NH3][PbCl3]）。溴与碘的配合物也已制得。

## 含氧酸盐

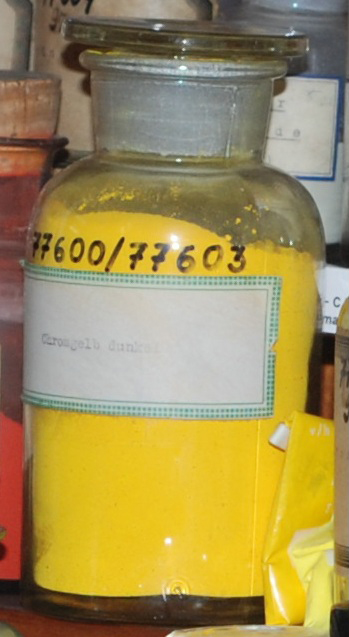
铅黄（PbCrO_{4}）颜料。

铅与硫酸或盐酸无明显作用，但是可以溶解在硝酸中，生成硝酸铅（Pb(NO3)2）并放出一氧化氮。硝酸铅易溶于水，但在硝酸溶液中的溶解度较低。硝酸铅于相应的阴离子反应，可以沉淀出卤化铅、硫酸铅、铬酸铅、碳酸铅或碱式碳酸铅等物质。硝酸铅于1597年首次在文献中被描述，德国人安德烈亚斯·利巴菲乌斯在文献中称之为“甜蜜的铅”，这源于硝酸铅尝起来的味道。
乙酸铅（Pb(CH3COO)2）又称醋酸铅、铅糖，铅糖一名也源于其甜味，过去曾作为甜味剂，后来人们发现食入乙酸铅会导致铅中毒，政府便禁止了这一添加剂。乙酸铅和硫化氢反应，可以产生黑色的硫化铅，根据这一性质，乙酸铅制作为试纸被用于检测硫化氢的存在。
碱式碳酸铅（Pb3(OH)2(CO3)2）又称铅白、C.I.颜料白1，曾在19世纪被当作白色颜料使用。由于铅白具有毒性，这一白色颜料逐渐被钛白（TiO2）替代。另一种含铅颜料是铬黄，成分是铬酸铅（PbCrO4）。铬酸铅可由铬酸钠和硝酸铅反应，沉淀得到。它最早于19世纪20年代作为黄色颜料使用。这种物质的缺点除了有毒外，它在空气中会变暗，后来被另一种称作“镉黄”的颜料所代替。
铅化合物扮演的另一个角色便是炸药，除了硝酸铅合剂外，苦味酸铅是又一知名的爆炸品。它由苦味酸盐和可溶性铅盐反应，沉淀得到。苦味酸铅对撞击敏感，2 kg的物体从2 cm高处落下即可引爆。

## 有机铅化合物
最著名的有机铅化合物是铅烷衍生物四甲基铅（TML）和四乙基铅（TEL），而六乙基二铅（HEDL）的稳定性就较差，这些化合物中含Pb(IV)，Pb–C键为共价键。因此它们是典型的有机铅化合物。
铅和钠形成1：1的合金，与烷基卤化物反应，生成有机铅化合物，如四乙基铅。在四甲基铅和四乙基铅中的Pb–C键键能分别只有167和145 kJ/mol，数据表明这些化合物受热分解。四乙基铅在100 °C（373 K）开始分解，热解产物是单质铅和烷基自由基，它们的相互作用可以产生六乙基二铅。这些化合物在日光或紫外线下也能分解。在氯的存在下，烷基可以被氯取代；在HCl的存在下（前者反应的副产物），R2PbCl2可以完全转变为无机物PbCl2。烷基铅和溴的反应类似。四甲基铅和二氧化硫在水的存在下反应，生成(CH3)2PbSO3；和三氧化硫在潮湿的1,2-二氯乙烷中反应，生成(CH3)2PbSO4；和四氧化二氮在戊烷中反应，生成(CH3)3PbNO3，但在三氯甲烷中反应，生成[(CH3)2Pb(cis-(CH3NO)2)](NO3)2。
环戊二烯基钠和硝酸铅反应，生成铅的环戊二烯配合物二茂铅，它可溶于苯、丙酮、乙醚等有机溶剂，难溶于水，但在冷水中稳定。
四乙酸铅和芳香烃反应，可以直接得到有机铅化合物，如和苯甲醚的反应：
四苯基铅是一种白色固体，难溶于水，可由格氏试剂（苯基溴化镁）和氯化铅在乙醚中反应得到：
C6H5MgBr + 2 PbCl2 → Pb(C6H5)4 + Pb + 4 MgBrCl
四苯基铅和盐酸反应，生成氯化三苯基铅和二氯化二苯基铅。四苯基铅和硫在150°C以上发生爆炸：
Pb(C6H5)4 + 3 S → PbS + (C6H5)2S
有机硫化物(C2H5)3Pb-S-Pb(C2H5)3可以由四乙基铅和硫反应得到。硒化物（如(CH3)3Pb-Se-R）、碲化物（如(C6H5)3Pb-Te-Pb(C6H5)3）也有报道。

## 溶解度相图
硫酸铅难溶于水，如图所示，向含0.1 mol/L的Pb2+溶液中滴加SO42−溶液。溶液的pH为4.5，在此pH之上，Pb2+的浓度不会超过0.1 mol/L，这是因为偏高的pH会促进Pb(OH)2的生成。从图中可以看出，在SO42−的浓度为0.1 mol/L时，Pb2+的溶解度下降了10000倍。
|                                 |                                   |
| 溶液中溶解的Pb2+与SO42−的关系图 | 含铅物种在硫酸盐介质中的电位-pH图 |

向含有Pb2+的溶液中滴加Cl−，铅的溶解度变小，当Cl−浓度变得较大时，因形成氯配合物，溶解度再次变大。
|                                |                                   |
| 溶液中Pb(II)与总氯含量的关系图 | 含铅物种在氯化物介质中的电位-pH图 |